# Compsorhipis cyanitibia
Compsorhipis cyanitibia är en insektsart som beskrevs av Zheng, Z. och Y. Gong 2003. Compsorhipis cyanitibia ingår i släktet Compsorhipis och familjen gräshoppor. Inga underarter finns listade i Catalogue of Life.